# (466) Tisífone
(466) Tisífone es un asteroide perteneciente al cinturón exterior de asteroides descubierto el 17 de enero de 1901 por Luigi Carnera y Maximilian Franz Wolf desde el observatorio de Heidelberg-Königstuhl, Alemania.
Está nombrado por Tisífone, una de las tres erinias de la mitología griega.